# Новолакский район
Новола́кский райо́н (с ноября 1943 до марта 1944 года Ау́ховский район) — административно-территориальная единица и муниципальное образование (муниципальный район) в составе Дагестана Российской Федерации.
Административный центр — село Новолакское.

## География
Расположен на западе современного Дагестана, на границе с Чечнёй, на северо-западе горного Дагестана, в предгорной его части.
Граничит на севере и востоке с Хасавюртовским, на юго-востоке — с Казбековским  районами Дагестана, а на северо-востоке — с городом республиканского значения (городским округом) Хасавюртом. На западе проходит административная граница с Гудермесским и Ножай-Юртовским районами Чеченской Республики.
Общая площадь территории района составляет 218 км².
Недалеко от побережья Каспийского моря, на восточных землях Кумторкалинского района находится территория так называемого Новостроя, на которую власти Дагестана планируют перенести Новолакский район с переселением туда лакцев, при этом прежнему Новолакскому району планируется вернуть первоначальное название Ауховский район с преимущественно чеченским населением.

## Население
| 1959    | 1970    | 1979    | 2002    | 2009    | 2010    | 2011    | 2012    | 2013    |
| ------- | ------- | ------- | ------- | ------- | ------- | ------- | ------- | ------- |
| 7540    | ↗9259   | ↗11 447 | ↗22 019 | ↗26 506 | ↗28 556 | ↗29 393 | ↗29 823 | ↗30 681 |
| 2014    | 2015    | 2016    | 2017    | 2018    | 2019    | 2020    | 2021    | 2023    |
| ↗31 468 | ↗32 367 | ↗33 023 | ↗33 886 | ↗34 474 | ↗35 358 | ↗35 856 | ↘33 265 | ↗33 831 |
| 2024    | 2025    |         |         |         |         |         |         |         |
| ↗34 467 | ↗35 125 |         |         |         |         |         |         |         |

### Национальный состав
Изначально, в 1943 году район был создан как национальный чеченский. После депортации чеченцев в 1944 году в район в плановом порядке были переселены лакцы, которые составляли в 1950—1980-е годы большинство населения этого района: от 77,3 % в 1959 году до 50,9 % в 1989 году. В 2002 году лакцы составили уже 46,0 % населения района. Кроме того, в 1950—1970 гг. в населённые пункты, расположенные в северной части района производилось переселение аварцев.
Национальный состав населения по данным Всероссийской переписи населения 2010 года:
| Народ      | Численность, чел. | Доля от всего населения, % |
| ---------- | ----------------- | -------------------------- |
| лакцы      | 13 852            | 48,51 %                    |
| чеченцы    | 7922              | 27,74 %                    |
| аварцы     | 6255              | 21,90 %                    |
| русские    | 101               | 0,35 %                     |
| даргинцы   | 100               | 0,35 %                     |
| кумыки     | 54                | 0,19 %                     |
| лезгины    | 43                | 0,15 %                     |
| другие     | 85                | 0,30 %                     |
| не указали | 144               | 0,50 %                     |
| всего      | 28 556            | 100,00 %                   |

По данным Всероссийской переписи населения 2020-2021 года :
| Народ   | Численность, чел. | Доля от всего населения, % |
| ------- | ----------------- | -------------------------- |
| лакцы   | 15 112            | 45,42 %                    |
| чеченцы | 9 354             | 28,11 %                    |
| аварцы  | 6 343             | 19,06 %                    |
| другие  | 2 456             | 7,38 %                     |
| всего   | 33 265            | 100,00 %                   |

## История
Во времена Кавказской войны на территории нынешнего Новолакского района находилась Ауховское наибство.
В целях более интенсивного хозяйственного и культурного развития чеченского населения, Указом Верховного Совета СССР от 5.10.1943 года, путём разукрупнения Хасавюртовского района, был создан моноэтнический — чеченский Ауховский район с центром в селе Ярыксу-Аух.
В состав вновь образованного района были переданы следующие сельсоветы Хасавюртовского района:
- Акташ-Ауховский сельсовет — с. Акташ-Аух
- Алты-Мирза-Юртовский сельсовет — с. Алты-Мирза-Юрт
- Банай-Аульский сельсовет — с. Банай-Аул, с. Банай-Юрт, с. Ямансу
- Бильтаульский сельсовет — с. Бильт-Аул
- Кишень-Ауховский сельсовет — с. Кишень-Аух
- Минай-Тугайский сельсовет — с. Минай-Тугай, с. Зандах, с. Дзури, с. Барчхой
- Юрт-Ауховский сельсовет — с. Юрт-Аух
- Ярыксу-Ауховский сельсовет — с. Ярыксу-Аух

Указом Президиума Верховного Совета СССР от 7 марта 1944 года № 116/102 «О ликвидации Чечено-Ингушской АССР и об административном устройстве её территории» все чеченцы и ингуши, проживающие в ЧИАССР, а также в прилегающих к ней районах, были переселены в другие районы СССР. Из Ауховского района ДАССР было выселено 3142 семьи чеченцев-аккинцев, с общей численностью в 14 901 человек.
11 марта 1944 года было выпущено распоряжение № 5473-рс СНК СССР, обязывающее Совнарком Дагестанской АССР переселить до 15 апреля 1944 года 1300 хозяйств колхозников из горных районов Дагестана на земли, освободившиеся после выселения чеченцев из Ауховского района Дагестанской АССР, и обеспечить проведение весенних сельскохозяйственных работ указанными хозяйствами. Постановлением № 186/341 § 7 Совета Народных Комиссаров ДАССР и Бюро Обкома ВКП(б) от 13 марта 1944 года были приняты первоочередные мероприятия по освоению Ауховского района ДАССР и Курчалоевского, Ножай-Юртовского, Саясанского и части Гудермесского районов бывшей ЧИАССР, включённых в состав Дагестанской АССР, согласно которым предполагалось переселить в бывшие чеченские колхозы Ауховского района 1300 семейств из высокогорных районов республики двумя очередями: до 15.04.1944 года из Лакского района — 400 семейств, из Кулинского — 500 семейств и из Казбековского — 400 семейств; до 15.05.1944 года — 200, 100 и 100 семей соответственно из каждого района.
Указом Президиума Верховного Совета РСФСР от 07.06.1944 г. «Об административно территориальном устройстве Дагестанской АССР» Ауховский район был переименован в Новолакский (c февраля по май 1944 года носил название Бериевский), а Акташ-Ауховский и Юрт-Ауховский сельсоветы были переданы в состав Казбековского района.

Карта Ауховского района в 1943 году

ВСЕСОЮЗНАЯ КОММУНИСТИЧЕСКАЯ ПАРТИЯ (большевиков) ДАГЕСТАНСКИЙ ОБЛАСТНОЙ КОМИТЕТ
Совершенно секретно
ПОСТАНОВЛЕНИЕ
Бюро, протокол № 250 параграф 31 от 20 мая 1944 года
О переименовании района и населённых пунктов Ауховского района, о разукрупнении его и перенесения районного центра
1. Населённые пункты Ауховского района Дагестанской АССР, наименованные на чеченском языке, переименовать:
а) Ауховский район наименовать Бериевским.
2. с. Алты-Мурза-Юрт наименовать с. Ново-Чуртах, а Алтымурзаюртовский сельский Совет — Ново-Чуртахским.
3. с. Бильт-аул наименовать с. Тухчар, а Бильт-аульский сельский совет Тухчарским.
4. с. Минай-Тогай наименовать с. Гамиях, а Минай-Тогайский сельский совет Гамияхским.
5. с. Даури и Зандах того же сельсовета объединить и наименовать с. Дучи.
6. с. Барцхой тогоого же сельсовета наименовать с. Ницовкра.
7. с. Ярыксу- Аух наименовать с. Ново-Лакское, а Ярыксу-ауховский сельский Совет Новолакским.
8. с. Кишень-Аух наименовать с. Чапаевка, а Кишень-Духовский сельский совет Чапаевским.
9. с. Банай-Аул наименовать с. Берия-Аул, а Банай-Аульский сельский совет Берияаульским.
10. с. Банай-Юрт тогоого же сельсовета наименовать с. Ахар.
11. с. Ямансу тогоого же сельсовета наименовать с. Шушия.
12. с. Акташ-аух наименовать с. Сталин-аул, а Акташ-ауховский сельский совет Сталинаульским.
13. с. Юрт-аух наименовать с. Калинин-аул, а Юртауховский сельский совет Калининаульским.
II. Сельские советы Сталинаульский и Калининаульский Ауховского района, заселенные аварцами передать в административное подчинение Казбековского района, граничащего с этими сельскими советами и заселенного той же народностью.
III. Районный центр Бериевского района перевести из с. Новолакское в с. Берия-Аул, так как в с. Новолакском требуются большие средства для его благоустройства, необходимо новое строительство помещений для размещения районных учреждений; питьевая вода и во время дождей и паводков делается непригодной для питья.
IV…
Берия-Аульский сельский совет разукрупнить и образовать два сельских совета:
а) Берия-Аульский в с. Берия-Аул.
б) Ахарский в с. Ахар, присоединив к нему с. Шушия.
Просить ЦК ВКП(б) утвердить данное решение.
Секретарь Обкома ВКП(б) А. Алиев
20 мая, 1944 года.
Источник: ЦГАР ф.885, oп.17, д.309, л. 11.

Правда, не все новые наименования были утверждены, так село Ярыксу-Аух, под старым названием просуществовало вплоть до 1955 г., когда было переименовано в село Новокули.

ВЫПИСКА
из протокола № 9 заседания сессии Ярыксу-Ауховского совета Ново-Лакского района Дагестанской АССР от 28 июня 1955 г.
Из общего числа 9 депутатов сельсовета присутствовали 8 депутатов.
Председатель сессии (пред, сельсовета) т. Айгунов.
СЛУШАЛИ: О переименовании села Ярыксу-Аух, на село Ново-Кули и Ярыксу-Ауховского сельсовета на Ново-Кулинский сельский совет Ново-Лакского района ДАССР. (Информ.пред. сельсовета т. Айгунова Р.) Учитывая, что наименование села «Ярыксу-Аух» является старым чеченским, тогда как все другие села Ново-Лакского района, организованного в 1944 году на территории бывшего Ауховского района, носят новые наименования, кроме того население сел. Ярыксу-Аух в основном является уроженцами села Кули, Кулинского района — сессия Ярыксу-Ауховского сельсовета депутатов трудящихся решает:
1. Просить исполком Ново-Лакского райсовета депутатов трудящихся возбудить ходатайство перед Президиумом Верховного Совета ДАССР о переименовании села Ярыксу-Аух на село "Ново-Кули и Ярыксу-Ауховского сельсовета на Ново-Кулинский сельсовет,
2. Вопрос о переименовании сел. Ярыксу-Аух на село Ново-Кули внести на обсуждение общего схода (собрания) граждан села Ярыксу-Аух.
Председатель сельсовета Айгунов
Секретарь Юсупов

Источник: ГАРФ, фА. 385, оп.17,8. 2419, л.6.
После возвращения чеченцев из ссылки им было запрещено обратно селится в бывшем Ауховском районе и его бывшие жители были в основном размещены в сёлах Хасавюртовского и Бабаюртовского района. Кроме того, специально для возвратившихся чеченцев были созданы новые населённые пункты: Новосельское, Заречное, Мичурина (ныне микрорайоны г. Хасавюрт) и другие.
В 1957 году в пригородной зоне Хасавюрта, на месте бывшего русского села Ярмаркино образовалось село Новомехельта, где поселились аварцы, переселенные из Ножай-Юртовского района Чечни.
После разрушительного землетрясения в горах Дагестана 14 мая 1970 года постановлением Совета Министров РСФСР в Новолакский район были переселены жители четырёх разрушенных аварских сёл (с. Килятли, Цунди и Шабдух Гумбетовского района и с. Кижани Ботлихского района).
В 1991 году было принято решение о восстановлении Ауховского района.

### Археологическая находка в Новолакском районе
В 2024 году, в ходе строительства объездной автодороги вокруг города Хасавюрта, в Новолакском районе Республики Дагестан были обнаружены человеческие останки. По предварительным оценкам археологов, возраст найденных скелетов составляет около 2000 лет. Специалисты выявили не менее двух захоронений. По их предположениям, в этом районе может находиться более 50 курганов, что указывает на возможное наличие крупного древнего некрополя.

## Восстановление Ауховского района
С конца 1980-х годов чеченцами-аккинцами стал подниматься вопрос о восстановлении Ауховского района в прежних границах и переселении лакцев и аварцев с его территории. В 1991 году 3-й съезд (по другим сведением 2-й) народных депутатов Дагестанской ССР принял решение о восстановлении Ауховского района и переселении лакского населения Новолакского района на новое место на территории Дагестанской АССР с образованием соответствующего административного района.
Для этих целей были выделены 8,5 тыс. гектаров земли в местности Караман на территории Кировского района Махачкалы и Кизилюртовского (ныне Кумторкалинского) района (находившиеся в пользовании колхозов им. С.Габиева (4539 га), «Труженик» (839 га) Лакского района, совхоза «Ялгинский» (164 га) Гунибского района, ОПХ ДНИИСХ (1462 га) г. Махачкалы, совхоза «Дахадаевский» (1300 га) Кизилюртовского района, Махачкалинского мехлесхоза (200 га)).
К настоящему времени данное решение остаётся нереализованным. Этому существует несколько причин:
1. отказ аварского и лакского населения покидать район (земли, на которые предлагается переселение, расположены вблизи побережья Каспийского моря, представляют собой большей частью солончаки и в основном малопригодны для ведения сельского хозяйства);
2. противодействие переселению со стороны кумыков, на территории исторического проживания которых предполагается создать Новолакский район, выразившееся в блокировке стройплощадок и грозившее перейти в вооружённый конфликт
3. хроническое недофинансирование (при нынешних объёмах финансирования, процесс переселения удастся завершить как минимум через 25 лет);
4. отставание в темпах строительства домов для переселенцев (на 2009 год из 3872 домов построено всего 1267);
5. социально-экономическая необустроенность новых посёлков.
По данным переписи 2002 года, лакцы продолжали оставаться самой крупной этнической группой в районе — 46,0 %, чеченцы составляют 28,8 % населения, аварцы — 23,7 %.
1999 год
5 сентября 1999 года в Новолакский район с территории Чечни вторглись боевики отрядов Басаева и Хаттаба. Спустя 9 дней — 14 сентября 1999 года после тяжёлых и кровопролитных боёв федеральным силам при активнейшей поддержке со стороны Новолакского РОВД и местного ополчения удалось выбить членов НВФ из районного центра — села Новолакское.
В результате боевых действий сильно пострадала инфраструктура района: дороги, ЛЭП, газопроводы. В боях с боевиками погибло 56 жителей района, из них 24 милиционера и 32 человека гражданского населения. Двоим из них, Мурачуеву Халиду и Исаеву Мутаю Закириновичу, указом Президента России за героизм и отвагу присвоено звание Героя России (посмертно). Активное участие в боях принял тогдашний глава Новолакского района Арсен Каммаев.
Новострой
При восстановлении Ауховского района, с одной стороны, в 1991 году было также принято решение о переселении лакского населения Новолакского района на новое место на территории Кировского района города Махачкалы и Кизилюртовского (ныне Кумторкалинского) района.
К 2013 году полностью переселено лакское население только из четырёх небольших сёл — Ахар, Шушия, Дучи и Ницовкра, которым возвращены прежние названия — Банайюрт, Ямансу, Зори-Отар и Барчхой-отар соответственно, а также частично ещё 6 сёл.

## Территориальное устройство
Новолакский район в рамках административно-территориального устройства включает сельсоветы и сёла.
В рамках организации местного самоуправления в одноимённый муниципальный район входят 13 муниципальных образований со статусом сельского поселения, которые соответствуют сельсоветам и сёлам.
| №  | Сельское поселение          | Административный центр | Количество населённых пунктов | Население (чел.) | Площадь (км²) |
| -- | --------------------------- | ---------------------- | ----------------------------- | ---------------- | ------------- |
| 1  | село Ахар                   | село Ахар              | 1                             | ↘511             | 2,42          |
| 2  | село Банайюрт               | село Банайюрт          | 1                             | ↗1240            | 11,94         |
| 3  | сельсовет Барчхойотарский   | село Зориотар          | 2                             | ↗1095            | 23,88         |
| 4  | село Гамиях                 | село Гамиях            | 1                             | ↗4150            | 26,73         |
| 5  | сельсовет Дучинский         | село Дучи              | 2                             | ↗877             |               |
| 6  | сельсовет Новокулинский     | село Новокули          | 2                             | ↗4479            | 33,62         |
| 7  | село Новолакское            | село Новолакское       | 1                             | ↘6788            | 29,21         |
| 8  | сельсовет Новомехельтинский | село Новомехельта      | 2                             | ↗3238            | 16,64         |
| 9  | село Новочуртах             | село Новочуртах        | 1                             | ↘2858            | 17,03         |
| 10 | село Тухчар                 | село Тухчар            | 1                             | ↘3745            | 27,92         |
| 11 | село Чапаево                | село Чапаево           | 1                             | ↗3649            | 24,23         |
| 12 | село Шушия                  | село Шушия             | 1                             | ↘543             | 2,40          |
| 13 | село Ямансу                 | село Ямансу            | 1                             | ↘695             | 12,13         |

## Населённые пункты
В районе 17 сельских населённых пунктов:
| №  | Населённый пункт           | Тип  | Население | Сельское поселение          |
| -- | -------------------------- | ---- | --------- | --------------------------- |
| 1  | Ахар                       | село | ↗560      | село Ахар                   |
| 2  | Банайюрт                   | село | ↗1337     | село Банайюрт               |
| 3  | Барчхойотар                | село | ↘332      | сельсовет Барчхойотарский   |
| 4  | Гамиях                     | село | ↗4344     | село Гамиях                 |
| 5  | Дучи                       | село |           | сельсовет Дучинский         |
| 6  | Зориотар                   | село | ↘544      | сельсовет Барчхойотарский   |
| 7  | Ницовкра                   | село |           | сельсовет Дучинский         |
| 8  | Новокули                   | село | ↗2684     | сельсовет Новокулинский     |
| 9  | Новолакское                | село | ↗7057     | село Новолакское            |
| 10 | Новомехельта               | село | ↗3238     | сельсовет Новомехельтинский |
| 11 | Новочуртах                 | село | ↗3046     | село Новочуртах             |
| 12 | Отделения «Сельхозтехника» | село | →0        | сельсовет Новомехельтинский |
| 13 | Тухчар                     | село | ↗4016     | село Тухчар                 |
| 14 | Чапаево                    | село | ↗3744     | село Чапаево                |
| 15 | Чаравали                   | село | ↗1438     | сельсовет Новокулинский     |
| 16 | Шушия                      | село | ↗597      | село Шушия                  |
| 17 | Ямансу                     | село | ↗735      | село Ямансу                 |

## Экономика
Основана в основном на сельском хозяйстве различных видов деятельности и форм хозяйствования: СПК, КФХ, ЛПХ. Основной сельскохозяйственной продукцией, производимой в районе, является зерно. Перспективным считается возрождение животноводства, виноградарства и садоводства.

## СМИ района
В районе издаётся газета «Голос времени» (Заманалул чlу). У газеты есть свой сайт.

## Районы-побратимы
- Буйский район (Костромская область)[39]
- Гумбетовский район[40]
- Кумылженский район (Волгоградская область)
- Сакский район (Республика Крым)
- Сунженский район (Республика Ингушетия)[41]

## Комментарии
Комментарии
1. ↑  Согласно конституции Дагестана, государственными языками на территории республики являются — русский, аварский, агульский, азербайджанский, даргинский, кумыкский, лакский, лезгинский, ногайский, рутульский, табасаранский, татский, цахурский и чеченский языки.